# Ni avec toi ni sans toi
Pour plus de détails, voir Fiche technique et Distribution.
Ni avec toi ni sans toi est un film français réalisé par Alain Maline, produit en 1984 et sorti en 1985.

## Synopsis
Pierre et Mathilde vivaient le grand amour. Mais après s'être séparés ils se retrouvent au bout de dix ans; ils se rendent compte qu'ils ne peuvent pas se passer l'un de l'autre, mais ne peuvent pas pour autant revivre ensemble.

## Fiche technique
- Titre : Ni avec toi ni sans toi
- Réalisation : Alain Maline
- Scénario : Yves Josso, Joëlle Pilven, Alain Maline d'après un roman de Hortense Dufour L'écureuil dans la roue
- Musique : Richard Kolinka, Philippe Léotard
- Production :  Daska Films, FR3 Cinéma, Lyric International
- Distribution :  Les Films 13[1], LCJ Productions
- Type: Couleurs
- Musique : Richard Kolinka, Philippe Léotard
- Image : Joël David
- Montage : Hugues Darmois
- Pays de production :  France
- Durée : 85 minutes
- Date de sortie : 30 janvier 1985[2]
- Affiche : Michel Landi (France)

## Distribution
- Philippe Léotard : Pierre
- Évelyne Bouix : Mathilde
- Tanya Lopert : Antoinette
- Charles Gérard : Le Parisien
- Karim Ouldarama : Mathieu
- Maïté Nahyr : Sainte Ricard
- Robert Sabatier : l'écrivain

## Autour du film
Alain Maline avait été précédemment assistant réalisateur sur plusieurs des films de Claude Lelouch, mais s'il utilise sa société de distribution Les Films 13 et une de ses actrices fétiche Évelyne Bouix, il ne s'en donne pas le style comme modèle. Le film est un hommage à François Truffaut avec qui le réalisateur avait fait ses débuts dans le cinéma.